# La Sauvetat-du-Dropt
La Sauvetat-du-Dropt [la sovta dy dʁo] (okzitanisch La Sauvetat de Dròt) ist ein Ort und eine aus mehreren Weilern und Einzelgehöften bestehende südfranzösische Gemeinde mit 565 Einwohnern (Stand: 1. Januar 2022) im Département Lot-et-Garonne in der Region Nouvelle-Aquitaine.

## Lage
Der Ort La Sauvetat-du-Dropt liegt im Agenais auf dem Nordufer des Dropt, in den hier sein Zufluss Escourou mündet, etwa 66 Kilometer nordwestlich von Agen bzw. gut 26 Kilometer nordöstlich von Marmande in einer Höhe von ca. 45 m ü. d. M. Das Klima ist gemäßigt und wird in hohem Maße vom Atlantik beeinflusst; Regen fällt verteilt übers ganze Jahr.

## Bevölkerungsentwicklung
| Jahr      | 1800 | 1851 | 1901 | 1954 | 1999 | 2018 |
| Einwohner | 569  | 717  | 611  | 550  | 465  | 542  |

Die Reblauskrise im Weinbau und der Verlust von Arbeitsplätzen durch die Mechanisierung der Landwirtschaft haben seit der ersten Hälfte des 20. Jahrhunderts zu einem kontinuierlichen Bevölkerungsrückgang geführt, der erst in den letzten Jahren zum Stillstand gekommen ist.

## Wirtschaft
Die Bewohner der Gemeinde lebten jahrhundertelang als Selbstversorger von den Erträgen ihrer Felder und Gärten; daneben wurden auch Viehzucht und Weinbau betrieben. Im Ort selbst siedelten auch Handwerker, Kleinhändler und Dienstleister. Seit den 1960er Jahren werden einige der leerstehenden Häuser, aber auch Neubauten, als Ferienwohnungen (gîtes) genutzt. La Sauvetat-du-Dropt hat als Weinort wieder neue Bedeutung gewonnen, denn es gehört zu den Côtes de Duras; die hier produzierten Weine werden unter den Appellationen Agenais, Comté Tolosan und Côtes du Marmandais vermarktet.

## Geschichte
Mönche der Benediktinerabtei von Sarlat-la-Canéda unterhielten hier im 11. oder 12. Jahrhundert ein Priorat. Nach der Eheschließung zwischen Eleonore von Aquitanien und Heinrich Plantagenet (1152) gehörte das Gebiet zum Angevinischen Reich, blieb aber auch während des Hundertjährigen Krieges (1337–1453) zwischen England und Frankreich umstritten, und wurde von den Wirren der Hugenottenkriege (1562–1598) und der Bauernaufstände (Jacquerien) nicht verschont. Im 16. Jahrhundert wurden der Ort und seine Kirche protestantisch; Anfang des 17. Jahrhunderts jedoch wieder katholisch.

## Sehenswürdigkeiten

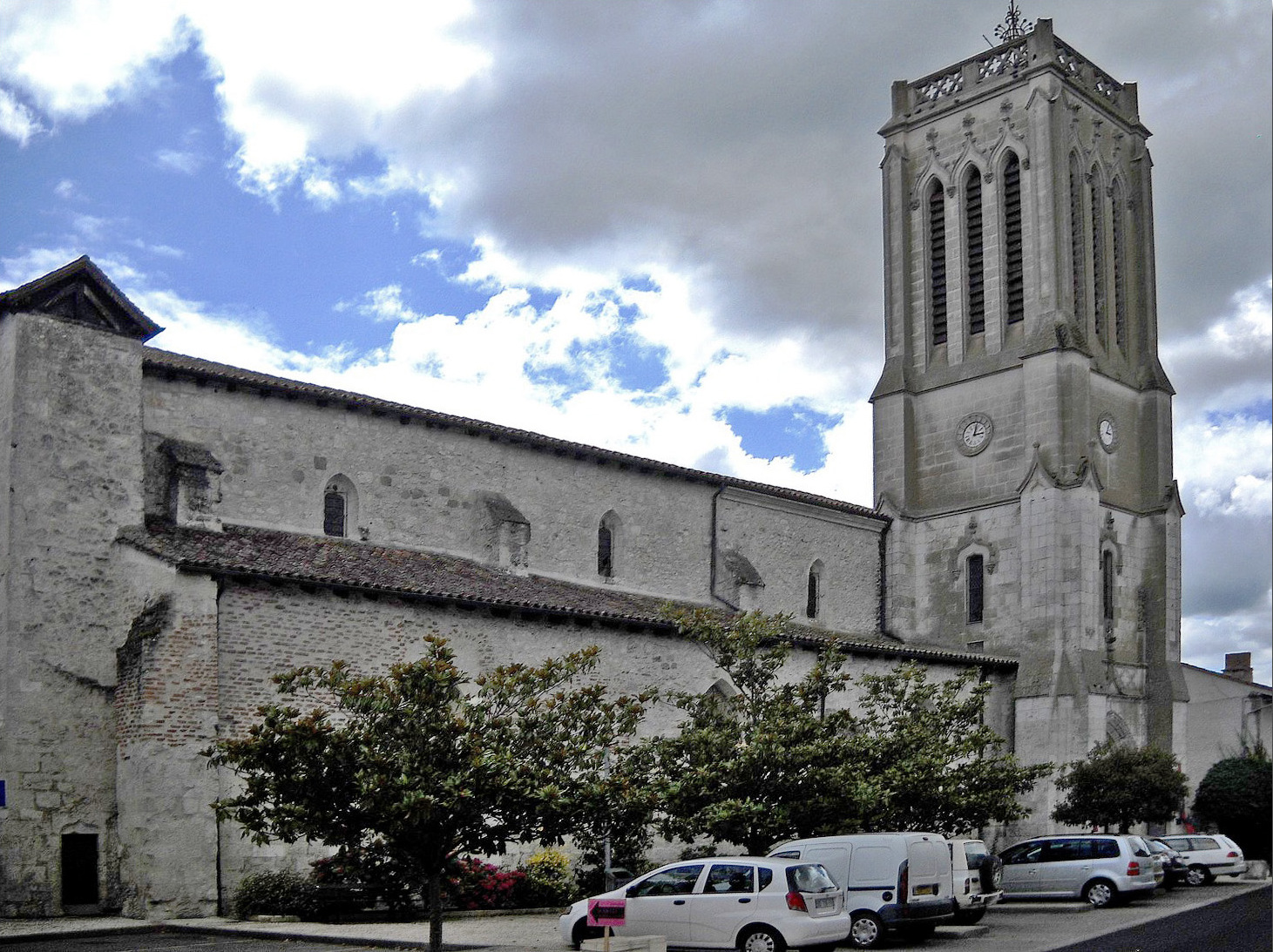
Kirche Saint-Germain

- Die 23-bogige Brücke über den Fluss Dropt und das angrenzende ehemalige Sumpfland stammt aus dem 13. Jahrhundert und lag an einer Nebenstrecke des Jakobswegs. Die im Fluss befindlichen Pfeiler mussten infolge von Beschädigungen immer wieder repariert werden; so haben 11 Bögen Rundbögen und 12 haben Spitzbögen. Die Brücke wurde im Jahr 1992 als Monument Historique eingestuft.[4]
- Die Ursprünge der Kirche Saint-Germain reichen möglicherweise bis in die frühchristliche Zeit zurück. Der heutige Bau hat noch eine romanische Apsis; das Kirchenschiff wurde jedoch im 14. und 15. Jahrhundert erneuert. Im 17. Jahrhundert war die Kirche erneut dem Untergang nahe. Im Jahr 1804 wurde sie abgerissen; nur wenige Teile des Vorgängerbaus (darunter der mittelalterliche Chor und das Portal) blieben erhalten. Erst gegen Ende des 19. Jahrhunderts begann man mit einem Neubau mit Seitenkapellen, zu dem auch der mächtige Glockenturm gehört. Die ca. 40 m lange Kirche ist eine der größten des Départements.
- Die Kirche der protestantischen Gemeinde (temple) ist ein schmuckloser Bau aus dem beginnenden 17. Jahrhundert.